# Ütközési tartomány
Számítógép-hálózatokban az ütközési tartomány vagy collision domain olyan fizikai hálózati szegmens, ahol az azonos vivő közegbe küldött adatcsomagok egymással „ütközni” képesek. Az ütközés olyan esemény, melynek során egy hálózati eszköz elküld egy csomagot a hálózati szegmensen, amivel az azonos szegmensen lévő minden más eszköznek is foglalkoznia kell. Eközben, egy másik eszköz ugyanezt teszi, és az egymással versenyző csomagok eldobásra kerülnek, majd újraküldik őket. Ez a jelenség a hálózat hatékonyságát csökkenti.
CSMA LAN-on lévő, repeaterekkel összekötött Ethernet vagy Fast Ethernet eszközök versenyezni fognak a hálózat eléréséért. Ez tipikusan hub-környezetben fordul elő, ahol minden szegmens egy hubra csatlakozik, ami egyetlen ütközési tartományt és egyetlen szórási tartományt alkot. Az ütközési tartományon belül egy időpillanatban egyetlen eszköz küldhet csomagokat, ez alatt a többi eszköznek hallgatózniuk kell a hálózaton, hogy elkerüljék az ütközéseket. Az ütközés csökkenti a hálózati hatékonyságot; ha két eszköz egyszerre ad, ütközés történik és mindkét eszköznek újra kell küldenie a csomagokat egy későbbi időpontban.
Az alapvető adási stratégia a következőképpen néz ki:
- A számítógép hallgatózik a kábelen, hogy megvizsgálja, más számítógép végez-e adatátvitelt a vonalon (ezt a kábel feszültségváltozása jelzi). Ha a vonal foglalt, a számítógép várakozik, és tovább hallgatózik.
- Ha a kábel nem foglalt, a számítógép megkísérli az adatátvitelt.
- Egy másik számítógép is megkísérelhet adni ugyanabban az időpontban, ami ütközést okozhat.
- Mindkét adással próbálkozó számítógép visszakozik, vár véletlenszerű ideig (a számítógépek egymástól függetlenül generálják a véletlenszámot, lásd még: exponenciális visszalépés), különben azonnal újra ütköznének, és a véletlenszerű idő eltelésekor újra próbálkoznak az adással.

A hálózaton lévő számítógépek az abnormális feszültségértékek detektálásával érzékelik az ütközéseket; a több gépből jövő jelek átfedik és eltorzítják egymást. Az átfedő jelek a feszültséget a megengedett érték fölé viszik, amit a számítógépek érzékelnek, és visszautasítják a sérült kereteket.
Hogy az ütközési tartományoktól megszabadítsák a hálózatokat, javasolt hálózati kapcsoló (switch) használata, ami megnöveli az ütközési tartományok számát, de drasztikusan csökkenti azok méretét. Egy switch minden portja saját ütközési tartományt alkot. Az olcsó switchek elterjedése előtt sokszor hálózati híd (bridge) alkalmazásával osztották kétfelé az ütközési tartományokat – a hálózati kapcsoló gyors működésű, többportos hídnak is tekinthető.

## Fordítás
- Ez a szócikk részben vagy egészben a Collision domain című angol Wikipédia-szócikk ezen változatának fordításán alapul.  Az eredeti cikk szerkesztőit annak laptörténete sorolja fel. Ez a jelzés csupán a megfogalmazás eredetét és a szerzői jogokat jelzi, nem szolgál a cikkben szereplő információk forrásmegjelöléseként.